# Giacomo Colonna
Giacomo Colonna (ur. ok. 1250, Rzym, zm. 14 sierpnia 1318, Awinion) – włoski duchowny katolicki z rzymskiego rodu arystokratycznego Colonna.

## Życiorys
12 marca 1278 Mikołaj III, w ramach rehabilitacji rodu Colonna, który uprzednio popierał antypapieskie stronnictwo gibelinów, mianował go kardynałem-diakonem. Archiprezbiter bazyliki liberiańskiej 1288-97 i ponownie 1312-18. W 1297 wraz ze swym bratankiem Pietro Colonna został ekskomunikowany i pozbawiony wszelkich godności przez Bonifacego VIII, który popadł w ostry konflikt z rodem Colonna i nakazał skonfiskowanie ich posiadłości. Colonnowie sprzymierzyli się wówczas z królem Francji Filipem IV. W 1303 Benedykt XI zdjął z niego ekskomunikę, jednak jego pełnej rehabilitacji dokonał dopiero Klemens V w grudniu 1305. Uczestniczył w konklawe 1316.